# أدريان ويلسون
أدريان ويلسون (بالإنجليزية: Adrian Wilson) (و. 1979  م) هو لاعب كرة قدم أمريكية، من الولايات المتحدة، ولد في هاي بوينت، يلعب كمُؤمن ‏.

## التعليم
تعلم في جامعة ولاية كارولاينا الشمالية.

## روابط خارجية
- أدريان ويلسون على موقع مرجع كرة القدم المحترفة.كوم (الإنجليزية)